# Лађевци (Краљево)
Лађевци су насељено шумадијско место града Краљева у долини Западног Поморавља, које административно припада Рашком округу. Према попису из 2022. било је 799 становника.
Овде се налази ОШ „Драган Ђоковић Уча” Лађевци.

## Порекло имена
Данашње име села потиче из 50-их 18. века. После велике сеобе Срба, цела лева страна Западне Мораве је била опустошена, села су била празна. 1739. ова села насељава новопридошло становништво из Старе Србије, Косова, Сјенице, Старог Влаха, Црне Горе и Босне. Затицали су пусту земљу, зараслу у шуме. Све је било у 'ладу, па тако једном селу дадоше име - Лађевци.

## Историја
У околини села постоје извесне наслаге лигнита, који је експлоатисан тек пред Други светски рат, када му је порасла цена. Ископавања су за одсутне власнике вршили невични сељани, тако да је у августу 1940. дошло до несреће са тројицом мртвих и двојицом тешко повређених.
Место је општини Краљево припојено 1962. године.
24. марта 1999. године, авиони НАТО започели су НАТО бомбардовање СРЈ, а само неколико минута након прве бомбе, бомбардован је и војни аеродром Лађевци.
Војни аеродром је изграђен 1967. Први цивилни авион је слетео 2011, чиме су наговештене нове могућности. Аеродром Морава је отворен 28. јуна 2019.

## Познати мештани
Војин Ђоковић, учесник Првог светског рата, одликован Златним војничким орденом Карађорђеве звезде са мачевима.
Милош Стевановић, учесник ослободилачких ратова од 1912. до 1918. године, одликован је Карађорђевом звездом са мачевима војничкога реда и другим одличјима за храброст.

## Демографија
У насељу Лађевци живи 1043 пунолетна становника, а просечна старост становништва износи 44,4 година (44,3 код мушкараца и 44,5 код жена). У насељу има 431 домаћинство, а просечан број чланова по домаћинству је 2,92.
Ово насеље је великим делом насељено Србима (према попису из 2002. године), а у последња три пописа, примећен је пад у броју становника.
|  |

| Демографија | Демографија | Демографија |
| Година      | Становника  | Становника  |
| ----------- | ----------- | ----------- |
| 1948.       | 1.988       |             |
| 1953.       | 1.961       |             |
| 1961.       | 1.862       |             |
| 1971.       | 1.681       |             |
| 1981.       | 1.540       |             |
| 1991.       | 1.418       | 1.389       |
| 2002.       | 1.258       | 1.282       |

| Етнички састав према попису из 2002.‍ | Етнички састав према попису из 2002.‍ | Етнички састав према попису из 2002.‍ | Етнички састав према попису из 2002.‍ | Етнички састав према попису из 2002.‍ |
| ------------------------------------ | ------------------------------------ | ------------------------------------ | ------------------------------------ | ------------------------------------ |
|                                      |                                      |                                      |                                      |                                      |
| Срби                                 | Срби                                 |                                      | 1.239                                | 98,48%                               |
| Црногорци                            | Црногорци                            |                                      | 4                                    | 0,31%                                |
| Југословени                          | Југословени                          |                                      | 2                                    | 0,15%                                |
| Хрвати                               | Хрвати                               |                                      | 1                                    | 0,07%                                |
| Украјинци                            | Украјинци                            |                                      | 1                                    | 0,07%                                |
| Руси                                 | Руси                                 |                                      | 1                                    | 0,07%                                |
| Румуни                               | Румуни                               |                                      | 1                                    | 0,07%                                |
| Албанци                              | Албанци                              |                                      | 1                                    | 0,07%                                |
| непознато                            | непознато                            |                                      | 6                                    | 0,47%                                |

| Година пописа     | 1948. | 1953. | 1961. | 1971. | 1981. | 1991. | 2002. |
| ----------------- | ----- | ----- | ----- | ----- | ----- | ----- | ----- |
| Број домаћинстава | 404   | 420   | 461   | 454   | 453   | 432   | 431   |

| Број чланова      | 1   | 2   | 3  | 4  | 5  | 6  | 7 | 8 | 9 | 10 и више | Просек |
| ----------------- | --- | --- | -- | -- | -- | -- | - | - | - | --------- | ------ |
| Број домаћинстава | 107 | 119 | 59 | 59 | 44 | 30 | 9 | 2 | 1 | 1         | 2,92   |

| Пол    | Укупно | Неожењен/Неудата | Ожењен/Удата | Удовац/Удовица | Разведен/Разведена | Непознато |
| ------ | ------ | ---------------- | ------------ | -------------- | ------------------ | --------- |
| Мушки  | 529    | 131              | 332          | 38             | 24                 | 4         |
| Женски | 552    | 85               | 330          | 125            | 9                  | 3         |
| УКУПНО | 1.081  | 216              | 662          | 163            | 33                 | 7         |

| Пол    | Укупно                    | Пољопривреда, лов и шумарство | Рибарство                            | Вађење руде и камена | Прерађивачка индустрија       |
| ------ | ------------------------- | ----------------------------- | ------------------------------------ | -------------------- | ----------------------------- |
| Мушки  | 326                       | 183                           | 0                                    | 1                    | 37                            |
| Женски | 219                       | 152                           | 0                                    | 0                    | 17                            |
| УКУПНО | 545                       | 335                           | 0                                    | 1                    | 54                            |
| Пол    | Производња и снабдевање   | Грађевинарство                | Трговина                             | Хотели и ресторани   | Саобраћај, складиштење и везе |
| Мушки  | 4                         | 10                            | 16                                   | 2                    | 19                            |
| Женски | 0                         | 3                             | 15                                   | 2                    | 1                             |
| УКУПНО | 4                         | 13                            | 31                                   | 4                    | 20                            |
| Пол    | Финансијско посредовање   | Некретнине                    | Државна управа и одбрана             | Образовање           | Здравствени и социјални рад   |
| Мушки  | 1                         | 1                             | 27                                   | 5                    | 5                             |
| Женски | 0                         | 0                             | 2                                    | 7                    | 14                            |
| УКУПНО | 1                         | 1                             | 29                                   | 12                   | 19                            |
| Пол    | Остале услужне активности | Приватна домаћинства          | Екстериторијалне организације и тела | Непознато            | Непознато                     |
| Мушки  | 1                         | 0                             | 0                                    | 14                   | 14                            |
| Женски | 3                         | 0                             | 0                                    | 3                    | 3                             |
| УКУПНО | 4                         | 0                             | 0                                    | 17                   | 17                            |